# Gogolice, Hạt Kamień
Gogolice [ɡɔɡɔˈlit͡sɛ] (tiếng Đức Gaulitz) là một ngôi làng thuộc khu hành chính của Gmina Wolin, thuộc hạt Kamień, West Pomeranian Voivodeship, ở phía tây bắc Ba Lan. Nó nằm khoảng 3 kilômét (2 mi)   phía nam của Wolin, 21 km (13 mi)     phía tây nam Kamie Kam Pomorski và 45 km (28 mi) phía bắc thủ đô khu vực Szczecin.
Trước năm 1945, khu vực này là một phần của Đức. Đối với lịch sử của khu vực, xem Lịch sử của Pomerania.
Làng có dân số 60 người.